# Bäderhorn
Bäderhorn är en bergstopp i Schweiz.   Den ligger i distriktet Obersimmental-Saanen och kantonen Bern, i den centrala delen av landet, 40 km söder om huvudstaden Bern. Toppen på Bäderhorn är 2 009 meter över havet, eller 400 meter över den omgivande terrängen. Bredden vid basen är 3,3 km.
Terrängen runt Bäderhorn är bergig åt nordost, men åt sydväst är den kuperad. Närmaste större samhälle är Saanen, 14,7 km söder om Bäderhorn. 
I omgivningarna runt Bäderhorn växer i huvudsak blandskog. Runt Bäderhorn är det ganska glesbefolkat, med 29 invånare per kvadratkilometer.